# Dendrolagus stellarum
Dendrolagus stellarum é uma espécie de marsupial da família Macropodidae. Endêmica da Nova Guiné.